# Wladimir Petrowitsch Alexandrow
Wladimir Petrowitsch Alexandrow (russisch Владимир Петрович Александров, englisch Vladimir Petrovich Aleksandrov; * 7. Februar 1958 in Iljino, Oblast Pskow, Russische SFSR, Sowjetunion) ist ein ehemaliger sowjetischer Bobsportler.
Zusammen mit Zintis Ekmanis gewann Alexandrow die erste sowjetische Olympiamedaille im Bobsport, als sie 1984 in Sarajevo Dritter im Zweierbob wurden. Im Viererbob belegten die zwei zusammen mit den Kollegen Jānis Skrastiņš und Rihards Kotāns den zwölften Platz. Im selben Jahr gewannen Alexandrow und Ekmanis ebenfalls Bronze bei der Europameisterschaft. 1985 wurden sie Europameister im Zweierbob. Mit dem Piloten Jānis Ķipurs gewann Alexandrow 1987 die Silbermedaille bei der Bob-EM 1987. Des Weiteren wurde Alexandrow 1984 sowjetischer Meister und gewann zwischen 1982 und 1987 fünf Bronzemedaillen bei den nationalen Meisterschaften.